# روماريو روش
روماريو روش (بالألمانية: Romario Rösch)‏ هو لاعب كرة قدم ألماني، ولد في 1 يوليو 1999 في أولم في ألمانيا. لعب مع نادي آوغسبورغ.

## وصلات خارجية
- روماريو روش على موقع قاعدة بيانات كرة القدم.إي يو (الإنجليزية)
- روماريو روش على موقع بيانات كرة القدم. دي إي (الألمانية)
- روماريو روش على موقع Soccerbase.com (لاعب) (الإنجليزية)
- روماريو روش على موقع Soccerway.com (الإنجليزية)
- روماريو روش على موقع عالم كرة القدم.نت (الإنجليزية)